# Empik

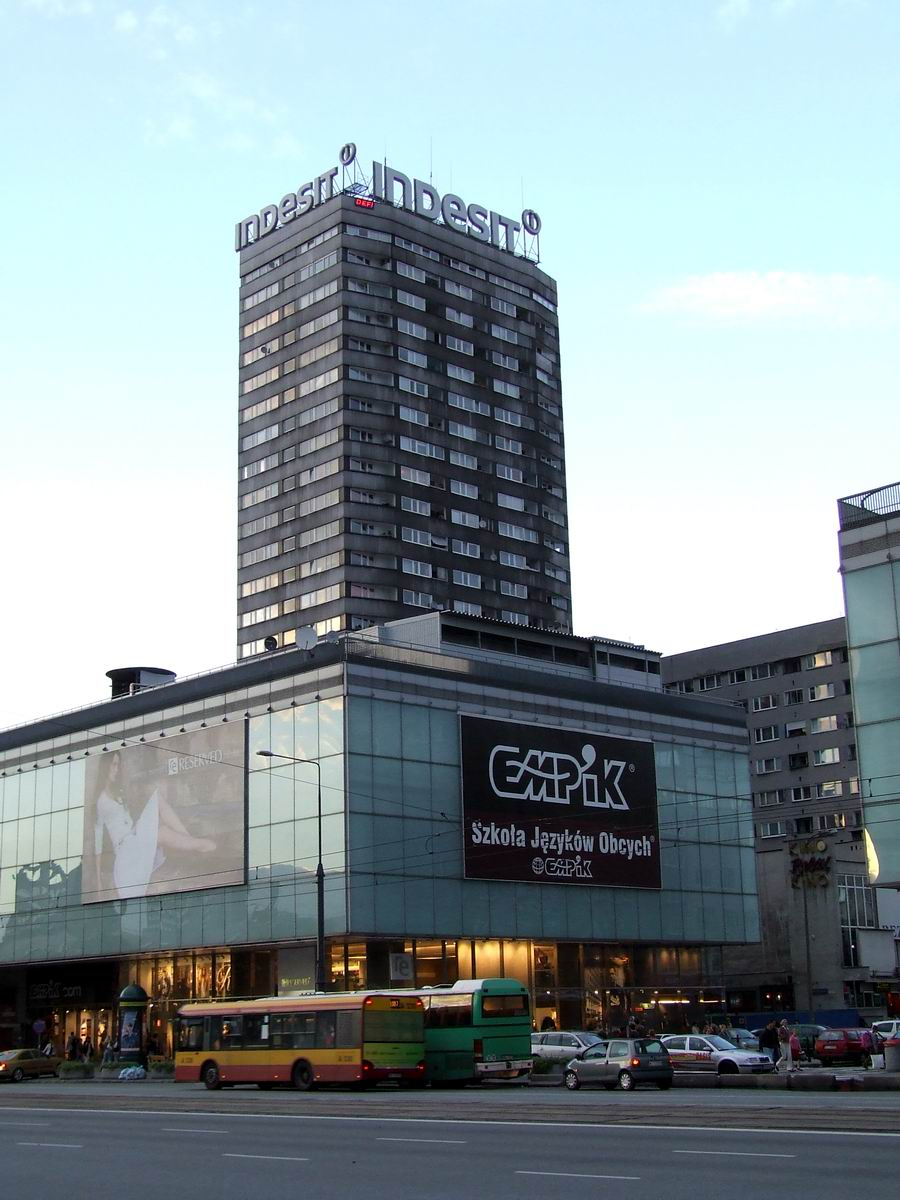
Empik em Varsóvia.

Empik é uma empresa de origem na Polónia e existente também na Ucrânia. É uma rede de lojas especializadas na venda a retalho de livros, CDs de música, filmes, Jogos, software e periféricos informáticos, e imprensa. Foi fundada em 1948 e o seu âmbito de acções estende-se numa área similar à da francesa FNAC. Possui presentemente 134 lojas na Polónia e ainda 23 na Ucrânia.
A rede possui ainda uma companhia fotográfica (Empik Foto) além de uma escola de línguas (Szkoła Języków Obcych Empik).